# Эверсон, Кромвелл
Кромвелл Эверсон (африк. Cromwell Everson; 28 сентября 1925, Бофорт-Уэст — 11 июня 1991, Дурбан) — южноафриканский композитор.

## Биография
Отец и мать — африканеры. Получил степень бакалавра музыки в Стелленбосском университете (1950), доктора музыки — в Кейптаунском университете (1974). Возглавлял отделение исполнительских искусств в Дурбанском технологическом университете.

## Творчество
Автор первой оперы на языке африкаанс, песен на стихи известных южноафриканских поэтов.

## Произведения

### Вокальные сочинения

#### Оперы
- Rat a Plan, незаконченная камерная опера (1952)
- Клитемнестра, опера в 4-х действиях по собственному либретто на языке африкаанс (1967)

#### Сочинения для хора
- Kyrie eleison, SATB (1952)

#### Циклы песен
- Четыре песни о любви для сопрано и фортепиано (1949)
  1. Nagliedjie (Н. П. ван Вейк Лоу)
  2. Net altyd jy (Н. П. ван Вейк Лоу)
  3. Nooit Nog (W. E. G. Louw)
  4. Dennebosse (Н. П. ван Вейк Лоу)
- Kontraste на стихи Д.Оппермана (1951)
- Water en Woestyn (1955) re-titled Die Dobbelsteen (1984)
  1. By alle skone dinge (Н. П. ван Вейк Лоу)
  2. Drie Bome (на стихи Эйса Криге)
  3. Die Karnaval sal eindig (I. Rousseau)
  4. Boer (на стихи Д.Оппермана)
  5. Hael (на стихи Д.Оппермана)
  6. Wat kan ek jou gee? (Н. П. ван Вейк Лоу)
  7. Nagrit (I. Rousseau)
- Three Brontë Songs (1987)

#### Отдельные песни
- Maria (W. E. G. Louw) для сопрано и фортепиано (1949)
- Die Vreemde Dae для сопрано и фортепиано на стихи Элизабет Эйберс (1949)
- Nagstorm oor die see для драматического сопрано и фортепиано на стихи Д.Оппермана (1950)

### Инструментальные сочинения

#### Оркестровые
- Symphony, an incomplete work (1953)
- Danza Senzule для камерного оркестра (1961)

#### Камерные
- String Quartet (first movement), an incomplete work (1949)
- Trio for Viola, Violoncello and Piano (1963)
- String Quartet, an incomplete work (1970)

#### Сольные
- Suite for Piano (1951)
- Prelude and Fuga for piano solo (1953—1954)
- Sonata — Variation I for piano solo (1953)
- Sonata for violin and piano (1954)
- Sonata — Variation II for piano solo (1956)
- Three Eliegies for piano solo (1970)
- Variations for piano (1978)
- Etude for piano solo (1981)
- Guitar Sonata (1984)
- Cantús Tristitae, for solo guitar (1984)
- Sonato for violin solo (1985, rev. 1987)
- Sonato for solo flute (1987)
- Wedding March for organ solo (1987)

#### Электроакустическая музыка
- Son Staan Stil, an electronic music composition (1971)
- Seven Inventions, a computer music composition (1988)